# Locomotiva DR V 180
La locomotiva V 180 della Deutsche Reichsbahn era una locomotiva diesel di medie dimensioni progettata per il traino di treni passeggeri veloci, che negli anni sessanta e anni settanta permise l'abbandono della trazione a vapore sulle linee principali della rete.
Riclassificate nel 1970 nella serie 180, le locomotive divennero dopo l'incorporazione delle DR nelle nuove Deutsche Bahn (DB) 228.
Esistevano diverse sottoserie, alcune a quattro assi, altre a sei assi.